# 清水ミチコ
清水 ミチコ（しみず ミチコ、1960年〈昭和35年〉1月27日 - ）は、日本のものまねタレント、ナレーター、女優、ラジオパーソナリティ、歌手、エッセイスト、YouTuber。ジャムハウス所属。
モノマネを得意とする。「隣人は芸のこやし」を座右の銘としている。
本名は坂田 美智子。旧姓、清水。岐阜県高山市出身。私立高山西高等学校、文教大学女子短期大学部家政科卒業。
愛称は「（清水の）ミッちゃん」「シミチコ」。

## 人物
マスコミから「ものまねの女王」と称されている。また本人は、自身のモノマネ芸を「(本物に近いが実は偽物の)カニカマ」と称している。ピアノの弾き語りモノマネ（声・歌・ピアノのタッチを真似る）・様々な芸能人の顔マネ・扮装などで知られる。モノマネを集めたCDや顔マネや溶け込みを載せた書籍も発売している）。デビュー直後の1987年頃は肩書について「（私は）お笑いタレントではありません。イミテーションシンガーと呼んでいます」と答えていた。
Steinway & Sonsのグランドピアノを自宅に所有しており、矢野顕子などのピアノ弾き語りの物真似では、歌だけでなくピアノ演奏の物真似も自らの手で行う。ピアノ演奏はほぼ独学で習得した。また家庭科教諭免許状を取得している。
『ちびまる子ちゃん』（フジテレビ）にはアニメーションでは山口百恵役で、2006年の実写ドラマ版ではまる子の母・すみれ役で出演。
三谷幸喜の作品に複数回出演しており、公私ともに親交がある。
弟の清水イチロウは高山で喫茶店を経営するほか、細野晴臣をモノマネするファンで、細野のコンサートで姉の矢野顕子モノマネとデュエットした。
歌手や女優をものまねすることが多いため、音楽や芝居に広く精通するが、スポーツは疎く、野球は「ルールはもとより、役割（ポジション）も全くわからない」と語る。

## 略歴
実家は高山市内で喫茶店を経営しており、現在は弟が継いでいる。清水も継ぐためにパティシエを志し、何軒かの洋菓子店で修業していたが、その傍らでラジオ番組にネタを投稿しており、短大時代にラジオ番組に投稿したネタが採用されて自信をつける。当時は親からの帰郷指令をごまかしながらアルバイトで働いており、そのアルバイト先デリカテッセンの主人の知り合いが放送作家を募集していたことがきっかけで、1983年10月にラジオ番組『クニ河内のラジオギャグシャッフル』（RKB毎日放送）の構成兼出演者となる。
ものまね芸やライブ活動をやる上でタモリを目標としている。このためピアノの弾き語りと物まねを掛け合わせるなど、音楽と笑いから成る芸のスタイルは、元々タモリからヒントを得たものである。また人気ミュージシャンの歌の世界を要約して、自ら作詞、作曲して歌うネタ「作曲法」は、吉田拓郎をモチーフにする。「裏テーマ」は、敬愛する松任谷由実。
1986年、渋谷ジァン・ジァンで初ライブ。モノマネなどの芸が認められ、1987年に新人発掘番組『冗談画報』（フジテレビ）でテレビ初出演したのちに、『森田一義アワー 笑っていいとも!』に出演して知名度を上げる。さらに1988年にコントバラエティー番組『夢で逢えたら』にダウンタウン、ウッチャンナンチャン、野沢直子と共に「お笑い界の次世代ホープ」としてレギュラーに抜擢され、人気を得た。プライベートでは1987年、ラジオ番組の台本・構成をともに手掛けていたディレクターの坂田幸臣と結婚し、1988年に長女を出産した。
1990年代から、芸能人・政治家・その時々に世間で話題になる一般人などの「顔まね」もやり始める。以後バラエティ番組やライブ活動などで、シニカルな視点を交えたユーモアあふれるトークやデフォルメ度の高いモノマネ芸、及び高い音楽性を誇るピアノの弾き語りネタで老若男女問わず高い人気を集める。
2013年12月30日、自身プロデュースによる初の武道館ライブ「国民の叔母・清水ミチコの『ババとロック』in 武道館」を開催。ほどなくして毎年秋から春までの全国ツアー（年末または年始の武道館ライブを挟む）も開催し、この武道館ライブは、一部マスメディアから「年末年始の風物詩」とも言われるようになった。
2020年頃のコロナ禍でしばらくの間ライブ活動が減ったことをきっかけに4月より、自身のYouTubeチャンネルを開設し、モノマネ等の動画を配信している。このYoutubeチャンネルで多い時に100万回再生を記録する動画もあったことなどが評価され、翌2021年7月28日、第13回伊丹十三賞を受賞した。

## エピソード

### 子供時代
幼い頃、実家は岐阜県の飛騨高山で果物やお菓子などを売る店をしており、しばらくして父が店の横にある倉庫を改装してジャズ喫茶『if』として営業を始めた。以後、実家で流れるジャズや時々父やバンド仲間が集まって演奏を聞いたのが、音楽に接する原体験となった。小学1年生でピアノ教室に通い始め、歌謡曲やCMソングを弾くのが好きになったが、教室で練習のために決められた音楽を弾くことがつまらなく感じ、短期間で辞めた。小学校では教室の隅によく友達を集めて面白いことを喋っており、子供ながらに話術が鍛えられた。
中学生の頃、先輩の男子から「生徒会の副会長に立候補するから応援演説をしてほしい」と頼まれた。当時人気のラジオパーソナリティのトークの手法をマネてスピーチしたところ、聞いていた全校生徒たちが爆笑の渦になり、その気持ちよさに感激した。高校1年生の時、デビュー間もない矢野顕子の音楽をラジオで初めて聴いて衝撃を受けた。進路を考える際、一時音大進学も考えてピアノを再び習い始めたが、後日考えが変わて辞めた。高校3年生の頃、実家のジャズ喫茶が軌道に乗って3店舗出店するようになり、弁当屋も経営していた。長女なため「将来店を継ぐかも」との思いや「（店を継がない場合でも）家政科に進んだら先生にもなれる」との考えから、短大の家政科に進学。

### 上京後のバイト生活
短大入学を機に上京したが、以降両親からことあるごとに「飛騨高山に帰って喫茶店を手伝ってほしい」と電話で頼まれた。在学中は色々な人のライブを見に行き、中でも深夜ラジオを聴いて憧れ始めたタモリのライブに衝撃を受けたという。その後家庭科の教員免許を取って短大を卒業したが、在学中にパティシエに憧れたり、“刺激のある東京からまだ離れたくない”との思いもあって実家に帰るのを延期した。
自由が丘のケーキ屋で厨房のバイトをしながら、糸井重里などが講師を務めるクリエイター養成の「パロディー講座」にも通った。同時期にラジオの深夜放送やサブカルチャー雑誌「ビックリハウス」に自作コントなどを投稿して時々採用されていた。また、当時から桃井かおり、松任谷由実、矢野顕子などのモノマネをしていた。ある日バイト先のケーキ屋で作ったまかない料理を店の職人から「美味しい」と褒められたことで、「自分はパティシエより惣菜関係の仕事が向いてるのかも」と感じた。するとこの様子に気づいた上司の紹介で、田園調布のデリカテッセン（洋風惣菜屋）で働かせてもらうことになりバイト先を変更。
惣菜屋のオーナーに上記ラジオ番組へのネタ投稿などの話をすると後日別のラジオ番組のディレクターを紹介され、「ネタのデモテープを作ってきて」と告げられた。これにより芸能界入りのチャンスをつかみ、惣菜屋のバイトを続けながらクニ河内のラジオ番組の放送作家兼出演者となった。その番組では構成を考え、本番でリスナーのハガキを読み、モノマネやその他ネタを披露した。

### タレントとして活躍
1986年頃に持ちネタが増えてきたところで、“サブカルの聖地”と呼ばれる小劇場「渋谷ジァン・ジァン」の新人オーディションに応募。テープ審査に合格し、ほどなくして同劇場で自身初のライブ『モノマネ講座』を披露した。
1987年、フジテレビのバラエティー番組『冗談画報』に初出演、さらに『森田一義アワー 笑っていいとも!』にもレギュラー出演を果たす。また、ライブを収録した初アルバム『幸せの骨頂』も発表し、モノマネタレントとして知名度を上げていった。同年ラジオ番組のディレクターと結婚し、翌年に長女を出産。これらタレントとしての活躍や東京で結婚・出産をしたことで、それ以降両親から「実家に帰って店を手伝って」と言われることはなくなった。
コントバラエティー番組『夢で逢えたら』のレギュラー出演が決まり、ダウンタウン、ウッチャンナンチャン、野沢直子と共演。番組で彼らと様々なコントをやったが、実力の差を目の当たりにして陰で思い悩む日々を過ごした。その後、個性的なキャラクター「伊集院みどり」を体当たりで演じ、好評を得たことで悩みを克服した。

### 武道館ライブについて
2013年から始まった武道館ライブは元々、とあるアーティストが開催予定の武道館ライブをドタキャンし、これに困ったイベンターから急遽穴埋め的にライブの開催を依頼されたことから始まった。武道館ライブを含む全国ツアーまでの流れは、「主に7月・8月はネタ作りで、10月頃にそのネタを覚えた後、そこから本番の日まで何度もリハーサルを行う」とのこと。
「音楽の聖地」とも言われる大舞台での初ライブとあって、“本格的なミュージシャンではない自分に本当にできるのかな”という強いプレッシャーがあったため、第1回は数組の豪華ゲストに出演してもらう形でのライブとなった。第2回から単独公演をやり始めたが、以降も回によっては弟・清水イチロウなどの出演者や有名人ゲストも登場している（後述）。その後、武道館ライブは2023年1月3日の回で10周年を迎えた。

### 家族の存在
本人は、「私の芸のルーツは家族」としている。清水が生まれる前にいた曽祖父は、自分の楽しみのために平気で嘘をついたり、人をからかうのが大好きな人だった。後に曽祖父の話を聞いた清水は「（人柄などが）私に似てる（笑）」と評しており、ものまね芸で時に見せるシニカルなトークは曽祖父の影響を受けているという。また、ジャズ喫茶を経営していた父はせっかちな性格だったが、近所の人のものまねなどをして人を笑わせていたため、数多くの馴染み客から愛されていたという。
長年地元で自営業をする両親は、「お客さん第一」に明るく接客してきた。本人もこの影響を受けていたため、その後2009年頃にラジオの本番直前に父の訃報を耳にしたが、リスナーのために普段通りのトークを披露した。
普段はものまねのネタなどを思いつくと最初に夫・坂田幸臣や娘に見てもらっている。武道館ライブでは夫もステージ作りに協力し、娘夫婦は毎回観に来てくれているという。また、弟のイチロウはピアノなど複数の楽器が弾けることから、清水の全国ツアーに帯同して何度かライブに出演している。

## 主なものまねレパートリー
- 大竹しのぶ - 三谷幸喜らを介して交流があり、「しのぶちゃん」「ミッちゃん」と呼び合う間柄[19]。2013年のコンサートにも出演[20]。2015年1月に『ぴったんこカン・カン』（TBSテレビ）で共演し、大竹しのぶ＆大竹しのぶの奇妙な対談が行われた[21]。大竹が朝日新聞夕刊で毎週金曜日に連載しているコラム「まあいいか」は、2016年4月から月1回休載となり、休載日には代わりに清水が書く「まあいいさ」が掲載されている。大竹はラジオから流れる清水のモノマネを聞いた際、自分の声かと勘違いしたという[22]。
- 黒柳徹子 - 定期的に『徹子の部屋』（テレビ朝日）に招かれており、特別編成版にも出演している。自宅に招待したこともあり、黒柳が自身の飼っている猫と会話していたエピソードなどを披露している。また、ものまねを気に入ったお礼に清水がライブで使用するVTRにノーギャラで出演してくれたこともある[6]。
- 平野レミ - 日頃から「平野レミ研究家」を自称。暴走ぶりに半ば呆れながらも人間的な魅力を感じているという。自宅に招かれたこともあり、平野の夫である和田誠とも交流があった。
- 松任谷由実 - モノマネをする際は「松任谷ユーミソ」と名乗る[23]。松任谷からは「山田邦子のモノマネは自分に対しての憧れがあるけれど、清水のモノマネには毒を感じる」と言われた[24]。近年は清水を『愉快犯』と呼んだり[25]、自身のラジオ番組のゲストに呼んだり[26]と、松任谷側の対応も軟化している。
- 桃井かおり - 映画『木村家の人びと』でライバル家族役で共演した[注 17]ほか、桃井主演の『ビューティ7』では本人が出演していないシーンで主人公のパロディを演じた。桃井側の態度は良好である。
- 森山良子 - 森山のコンサートにもゲスト出演しており、「私以上に私らしい」と評している[27] 。息子の森山直太朗は「母かと思ったらミチコさんだった」と述べている。『徹子の部屋』には平野レミ、清水、森山の3人で「平清森（たいらのきよもり）」として出演した[28]。アートネイチャー（レディースアートネイチャー）のCMでは共演している。
- 矢野顕子 - 2009年2月15日の矢野顕子リサイタル（大阪サンケイホールブリーゼ）[注 18]や矢野の定例ツアー「さとがえるコンサート」（2012年）に参加した。矢野の娘である坂本美雨は「第二の母」と呼んで慕っている[29]。ユニット「やもり」の相方である森山は「本物のアッコちゃん（矢野）としか思えなかった」と述べている[30]。清水は高校時代に『11PM』で童謡を歌う矢野の姿を見て衝撃を受け、当時ビデオがなかった為、直ぐ様ラジカセをテレビの前に置いて矢野の歌を録音して繰り返し聞いていた。それ以来のファンで憧れの人。その度合いは凄まじく、発売当時に買ったアルバム『JAPANESE GIRL』のオリジナルのLPを帯付きで持っていたり雑誌等から矢野の記事を切り抜いてスクラップして大事にとってある程。後に矢野とは対談したり同じステージを行なう。
- 由紀さおり - 安田祥子からは「本物の妹（由紀）としか思えなかった」と述べられている。また、清水のモノマネがきっかけで『夜明けのスキャット』や、さまざまな童謡を歌えるようになったという。コンサートにもゲスト出演しており、「ひだまり」の作詞作曲を手がけた水野良樹（いきものがかり）からは「安田家の三女」と呼ばれた。由紀不在時に『コメディーお江戸でござる』『道中でござる』に出演した際、伊東四朗からは「モノマネには毒を感じる」と言われてしまった。えなりかずきは「第二の実妹（＝由紀さおり）」と評し、『おやじの背中』で共演した西田敏行は「由紀さん以上に由紀さんらしい」と評している。
- 吉田日出子 - 清水のモノマネを見てから「モノマネ以上にゆっくり話そう」と決めたという。

### その他レパートリー
以下、五十音順。
- 秋川雅史
- 哀川翔
- アグネス・チャン
- 麻丘めぐみ
- 浅川マキ
- 浅田美代子
- 浅野ゆう子
- 麻生太郎
- あの
- あべ静江
- 安倍晋三
- 天地真理
- 綾戸智恵
- 淡谷のり子
- 安藤裕子
- 相原勇
- 阿川泰子
- 秋川リサ
- アントニオ猪木
- 秋吉久美子
- アニータ・アルバラード
- 安部譲二
- 安室奈美恵
- 淡路恵子
- アンジェラ・アキ
- いしだあゆみ
- 市原悦子
- 伊藤咲子
- 伊藤みどり
- イメルダ・スタウントン
- 井川遥
- 井上陽水
- 忌野清志郎
- 岩下志麻
- 今井絵理子
- 井脇ノブ子
- 石破茂
- 石川遼
- 飯尾和樹
- 犬神佐清
- UA
- 宇多田ヒカル
- 内海桂子
- うつみ宮土理
- えなりかずき
- 扇千景
- 欧陽菲菲
- 大島渚
- 大山のぶ代（ドラえもんのドラえもん）
- 岡村勝正
- 大坂なおみ
- 鳳啓助
- 大林雅美
- 大原麗子
- 0930
- 小倉優子
- 鬼束ちひろ
- 片山さつき
- 叶姉妹
- 笠置シヅ子
- 加賀美幸子
- GACKT
- 川越達也
- ガッツ石松
- カラス
- 樹木希林
- 菊川怜
- 菊池桃子
- 北林谷栄
- 木村充揮
- きんさんぎんさん
- 岸惠子
- 岸田今日子
- 岸田麗子
- 北里柴三郎
- 鬼龍院翔
- 来宮良子
- 木村佳代（大山のぶ代さんのドラえもんの声に似たクレープ屋の店員）
- 黒木香
- 熊田曜子
- 草笛光子
- 楠田枝里子
- 黒木瞳
- 草間彌生
- クロちゃん
- 研ナオコ
- 小池百合子
- 幸田シャーミン
- 河野太郎
- 今陽子
- 神津カンナ
- 小宮悦子
- 倖田來未
- 小柳ゆき
- 近藤サト
- 小泉純一郎
- 甲子園のサイレン
- 佐良直美
- 坂上みき
- 櫻井よしこ
- 桜田淳子
- 笹川美和
- 佐藤藍子
- 沢田亜矢子
- 佐藤ゆかり
- 貴家堂子（サザエさんのタラちゃん）
- 椎名林檎
- ジュディ・オング
- 柴咲コウ
- 志位和夫
- 渋沢栄一
- 杉本彩
- 鈴木杏樹
- 菅原文太
- SPEED
- 瀬川瑛子
- 瀬戸内寂聴 - 瀬戸内のものまねをした後、彼女から「私のようなものをものまねしてくれて、ありがとうございます」という旨のお礼のハガキをもらった[6]。
- 高市早苗
- 高畑淳子
- 谷亮子
- 滝口順平
- 高島忠夫
- 竹野内豊
- 田中眞紀子
- 谷山浩子
- 楽しんご
- 壇蜜
- 高橋尚子
- 玉置浩二
- 高見恭子
- 武田祐子
- 立花孝志
- CHARA
- 趙顕娥
- 津田梅子
- デヴィ・スカルノ
- 鳥山あかね - 鈴与グループCM曲「くじら～いつかきっと～」
- 土井たか子
- 戸川純
- ともさかりえ
- 並木路子
- 中島みゆき
- 長渕剛 - 長渕の顔まねをした際、彼の事務所から客としてライブに招かれ、観賞後に本人から直接お礼を言われた[注 19]。
- 中村玉緒
- 中森明菜
- 仲間由紀恵
- 長澤まさみ
- 中村紘子
- 那須恵理子
- 南海キャンディーズ
- ナオト・インティライミ
- 西田ひかる
- 西村博之
- 野上照代
- 野田聖子
- のこいのこ
- 野沢直子 -『夢で逢えたら』では共演していた。
- のん
- 野茂英雄
- 橋田壽賀子
- 倍賞千恵子
- 倍賞美津子
- 朴槿恵 - 韓国語ではなく、日本語を喋る設定。
- 元ちとせ
- 林修
- 羽田圭介
- 范文雀
- 一青窈
- 平原綾香
- 平山みき
- 東谷義和
- 平井堅
- 日色ともゑ
- 藤山一郎
- 福島瑞穂
- 藤井聡太
- フジコ・ヘミング
- 福原愛
- 藤田ニコル
- 藤岡重慶（あしたのジョーの丹下段平）
- 藤村志保
- 福山雅治
- 藤原紀香
- FAX音
- ベッキー
- 細木数子
- 細川ふみえ
- ポカホンタス
- 松坂慶子
- 松崎悦子
- 松田聖子
- 増山江威子（天才バカボンのバカボンのママ）
- 松たか子
- 真矢みき
- マイケル・ジャクソン
- みうらじゅん
- 美空ひばり
- 南沙織
- 三原じゅん子
- 都はるみ
- 美輪明宏
- 宮里藍
- ミッキーマウス
- 室井佑月
- 持田香織
- 森口博子
- もんたよしのり
- やす子
- 薬師丸ひろ子
- 山口もえ
- 山口百恵
- 山下久美子
- 山下達郎
- 山田邦子
- 山本リンダ
- 安めぐみ
- 山瀬まみ
- 安井かずみ
- 山川恵里佳
- 山口美江
- 山田五十鈴
- YUKI
- 吉岡聖恵
- 吉田拓郎
- 吉田美和
- ラッキィ池田
- 蓮舫
- ローラ
- 若宮正子
- 渡辺真知子

など

## 出演

### テレビ番組

#### 現在の出演
- 世界・ふしぎ発見!（TBS） - 準レギュラー解答者
- 所さんの学校では教えてくれないそこんトコロ!（2005年[31] - 、テレビ東京） - レギュラーパネラー
- 秘密のケンミンSHOW（読売テレビ） - 不定期出演
- いい旅、見つかる 教えて!ツアーの達人（2025年1月6日～、テレビ東京） - ナレーション

#### 過去の出演
- ひょうきん予備校（1986年 - 1987年、フジテレビ） - 受講生
- 笑っていいとも! （1987年 - 1992年、フジテレビ） - 1988年4月から9月までは産休を取っていて出演せず。
- 笑っていいとも!増刊号（1987年 - 1992年、フジテレビ）
- 笑っていいとも!特大号（1987年 - 1991年、フジテレビ）
- クイズ世界はSHOW by ショーバイ!!（日本テレビ） - 解答者
- 夢で逢えたら（1988年 - 1991年、フジテレビ）
- 所さんのまっかなテレビ（1990年、日本テレビ）
- ナベさんミッちゃんのまねまね天国!（1991年、テレビ東京） - 司会
- ミチコ・オグラの見るがいいわ（1991年 - 1992年、日本テレビ）
- 浅草橋ヤング洋品店（1992年 - 1995年、テレビ東京） - サブMC
- ワーズワースの庭で（1993年 - 1994年、フジテレビ）
- ワーズワースの冒険（1994年 - 1997年、フジテレビ）
- メレンゲの気持ち（1996年 -2021年 、日本テレビ） - ナレーター
- スタジオパークからこんにちは（1998年 - 1999年/2014年 - 2017年、NHK総合テレビ） - 「ぴかいちクラブ」のコーナー担当[32]/日替わり司会
- 天才てれびくんワイド（1999年 - 2001年、NHK教育テレビ） - 「なりきりシンガーズ」のコーナーMC
  - 天才てれびくんMAX（2003年 - 2004年、NHK教育テレビ） - 同上
  - 天才てれびくん（2023年4月 - 、NHKEテレ） - モノバアの声
- スーパー知恵MON（1999年 - 2000年、TBS） - 月曜パネリスト
- 明石家マンション物語（フジテレビ）
- 明石家ウケんねん物語（フジテレビ）
- 史上最強のメガヒット カラオケBEST100 完璧に歌って1000万円（2001年 - 2010年、テレビ朝日）
- ウィーケストリンク☆一人勝ちの法則（2002年、フジテレビ） - ナレーター
- ネプリーグ (2005年8月8日)
- ハピふる!（2007年 - 2008年、フジテレビ） - 金曜レギュラー
- 清水ミチコの20周年だからリップサービス（2007年12月26日、フジテレビ） - 清水の芸能活動20周年記念に制作された特別番組。
- 世界探訪!空港物語 WONDER AIRPORT やしま・ミチコの空辞苑（2011年 - 2013年、BS日テレ） - 声のみの出演。パッセンジャー 役
- タマリバ（テレビ西日本） - 「清水ミチコの福岡60市町村PR隊」のコーナー担当
- 日10☆演芸パレード（2012年 - 2013年、毎日放送） - 準レギュラー
- テレビをほめるYESTV（2012年 - 2014年、NOTTV）
- 妄想ニホン料理（2013年 - 2016年、NHK総合テレビ） - MC
- 甦れ!青春ポップス（2017年 - 2018年、BS朝日） - ナビゲーター
- ニュース シブ5時（2016年[33] - 2022年、NHK総合テレビ） - 「悩み相談 渋護寺」のコーナー担当[4]
- 池上彰と歩く謎解き日本地図（BSテレ東）- ナレーター
  - 2022年3月25日「銀座と上野を歩く」
  - 2022年12月25日「日本橋と新宿…孤独じゃないグルメも!」　
  - 2024年3月26日「松重豊と日本橋の海老天『金ぷら』に舌つづみ」
- 太田上田（2023年8月8日・15日、中京テレビ） - ゲスト

### テレビドラマ
- まんがで読む枕草子（1988年 - 1989年、NHK総合テレビ）
- まんがで読む古典シリーズ（1989年 - 1992年、NHK総合テレビ）
- 時間ですよ（1989年、TBS）
- キツイ奴ら（1989年、TBS） - たま子 役
- ハートに火をつけて! （1989年、フジテレビ）
- フジテレビ開局30周年記念ドラマ さよなら李香蘭（1989年、フジテレビ） - 厚見雅子 役
- 世にも奇妙な物語（フジテレビ）
  - 「猿の手様」（1990年） - 石川志津 役
  - 「スローモーション」（1992年）
- ワタシをもらって! （1992年、TBS）
- 南くんの恋人 第7話（1994年2月28日、テレビ朝日） - 清水先生 役
- 水曜ドラマ 横浜心中（1994年、日本テレビ） - 杉山珠子 役
- ジューン・ブライド（1995年） - 宮本百恵 役
- 素晴らしき家族旅行（1996年、フジテレビ） - 菊地正美 役
- イグアナの娘（1996年、テレビ朝日）
- NHKドラマ館 35歳・夢の途中（1998年、NHK総合テレビ）
- フレンチポテトカップ（1999年、読売テレビ）
- ロマンス（1999年、読売テレビ） - 杉田沙知代 役
- 女探偵・朝岡彩子（1999年、テレビ朝日）
- 氷の家族（2000年、TOKYO MX）
- 億万長者と結婚する方法（2000年、日本テレビ）
- はみだし刑事情熱系（2000年、テレビ朝日） - 大森安子 役
- 連続テレビ小説（NHK総合テレビ）
  - ちゅらさんシリーズ（2001年 - 2007年） - 神田秀美 役
  - ファイト（2005年） - 駒田絹子（由紀さおりの代役）役
  - あまちゃん（2013年） - 歌番組の司会者（黒柳徹子風） 役
- ビューティ7 最終話（2001年、日本テレビ）
- はぐれ刑事純情派（2002年、テレビ朝日） - 遠山千春 役
- ウエディングプランナー SWEET デリバリー（2002年、フジテレビ）
- 塩カルビ（2002年、テレビ神奈川）
- 監察医・室生亜季子シリーズ（2003年 - 2007年、日本テレビ） - 永井道子 役
- ホステス探偵危機一髪（2003年、TBS） - 田島ルミ子 役
- タイガー&ドラゴン（2005年、TBS） - 上方まりも 役
- 危険なアネキ（2005年、フジテレビ） - 小宮美耶子 役
- ブスの瞳に恋してる（2006年、関西テレビ） - ミセス熊岡 役
- ちびまる子ちゃん（2006年、フジテレビ） - さくらすみれ 役
- 検事 霞夕子SP （2006年・2007年、日本テレビ） - 島岡梓 役
- 女子アナ一直線! （2007年、テレビ東京） - 本宮冴子 役
- ママの神様（2008年、TBSテレビ） - 山田光子 役
- 椿山課長の七日間（2009年、テレビ朝日） - 窓口の女 役
- ハガネの女（2010年、テレビ朝日） - 藤間真理子 役
- ハガネの女 season2 （2011年、テレビ朝日） - 藤間真理子 役
- 家族八景 Nanase,Telepathy Girl's Ballad （2012年、毎日放送） - 神波兼子 役
- 孤独のグルメ Season3 第1話（2013年7月10日、テレビ東京） - スナックのママ 役
- 24時間テレビスペシャルドラマ はなちゃんのみそ汁（2014年8月30日、日本テレビ） - 目マン1号 役
- おやじの背中（2014年、TBS） - 小泉秋子　役
- 大河ドラマ 真田丸（2016年、NHK総合テレビ） - 旭 役
- 土曜ワイド劇場 刑事一徹〜命懸けで捜査に挑む 犯人より心配性な男（2016年7月23日、テレビ朝日） - 丹下和美 役
- あなたのことはそれほど（2017年、TBSテレビ） - 戸川多恵 役
- 定年女子（2017年、NHK BSプレミアム） - 小川多江 役
- 月曜名作劇場（TBS）
  - おくのほそ道迷宮紀行（2018年） - 月岡かさね 役
  - 税務調査官・窓際太郎の事件簿34（2018年） - 雑貨店・妻 役
- ドクターX〜外科医・大門未知子〜（2019年10月17日 - 、テレビ朝日） - 浜地真理 役
- 科捜研の女SEASON19 第33話（2020年3月12日、テレビ朝日） - 朝比奈江真 役
- SUITS／スーツ Season2 第5話 - （2020年、フジテレビ） - 副島絵美里
- 無用庵隠居修行4（2020年9月22日、BS朝日） - お加代 役
- 泣くな研修医（2021年） - 徳田直美 役
- シリーズ・横溝正史短編集III「池松壮亮×金田一耕助3『女怪』」（2022年、NHK BSプレミアム） - 先生（私） 役[34]
- 警視庁・捜査一課長 Season6（2022年） - 奥野ミチコ 役
- 褒めるひと褒められるひと（2023年） - 大川えり子 役[35]
- ゴースト・オブ・レディオ〜バチボコ怖い心霊バスツアー〜 ディレクターズカット版（2025年）[36]

### テレビアニメ
- ちびまる子ちゃん（1991年、フジテレビ） - 山口百恵 役
- サウスパーク（1999年、WOWOW） - バーブラ・ストライサンド 役
- スイスイ!フィジー! （2007年 - 2008年、NHK教育テレビ） - ナレーター[37]

### ラジオ番組
- 清水劇場（TBSラジオ）[4]
- 伊集院光 日曜日の秘密基地（TBSラジオ） - 15:00からの「日曜ゼミナール」の講師として不定期出演。
- 高田文夫のラジオビバリー昼ズ（1995年 - 、ニッポン放送） - 水曜担当 → 木曜担当
- お願い!DJ!克也とミッちゃんはっぴぃウィークエンド（1999年 - 2001年、ニッポン放送）
- 清水ミチコの日曜はマネよ（2004年 - 2005年、ニッポン放送）
- 清水ミチコのミッチャン・インポッシブル（2006年 - 2014年、ニッポン放送） - 「JX-ENEOS 童話の花束」のコーナーも担当。
- OTHELLO （1995年 - 1996年、CBCラジオ） - 月曜担当
- す（1996年 - 、CBCラジオ）
- 清水ミチコのClap Your Hands（TOKYO FM）[4]
- ザ・オーディション 〜才能救出計画（TOKYO FM）
- MAKING SENSE （2005年 - 2014年、J-WAVE）

### ラジオドラマ
- 青春アドベンチャー おしまいの日（1993年、NHK-FM）[38]

### 映画
- 木村家の人びと（1988年） - 高倉さやか 役
- 怖がる人々（1994年）
- 花より男子（1995年）
- お日柄もよくご愁傷さま（1996年） - 本宮先生 役
- そして天使は歌う ぼ◆ぼ◆僕らは正義の味方（1997年）
- 大安に仏滅!?（1998年）
- みんなのいえ（2001年） - 青沼実栄子 役
- マネーざんす（2001年、オムニバス映画） - 「お金センター」出演
- 模倣犯（2002年）
- THE 有頂天ホテル（2006年） - 館内アナウンス
- かにゴールキーパー（2006年） - 天乃 役
- 男はソレを我慢できない（2006年） - おばちゃん 役
- ヒトリマケ（2008年） - 倖田未来 役
- RAILWAYS 愛を伝えられない大人たちへ（2011年） - 沢田良子 役
- 忌野清志郎 ナニワ・サリバン・ショー〜感度サイコー!!!〜（2011年）
- 大奥～永遠～[右衛門佐・網吉篇]（2012年） - 水無瀬権中納言氏信 役
- 幕が上がる（2015年） - さおりの母 役
- 終わった人（2018年） - 山下正美 役
- がんばれいわ!!ロボコン ウララ〜!恋する汁なしタンタンメン!!の巻（2020年） - トルネード婆々 役[39]
- 禁じられた遊び（2023年） - 村田サチ 役
- 九十歳。何がめでたい（2024年）[40] - 海藤ヨシコ 役
- 怪獣ヤロウ!（2025年） - 市長 役[41]

### アニメーション映画
- サーフズ・アップ（2007年、ソニー・ピクチャーズ エンタテインメント） - エドナ・マーベリック 役
- 竜とそばかすの姫（2021年7月16日、東宝） - 喜多さん 役

### CM
- トイレ磨きーな（小林製薬）
- メットライフ生命保険
- レノア（P&G） - 声のみの出演。犬主婦・かおり 役
- 献立いろいろみそ（イチビキ）
- カタログハウス（通販生活）
- ニュータッチ（ヤマダイ） - ラジオCM
- ソフィーナグレイス（2018年、花王）[4]
- アートネイチャー（レディースアートネイチャー フリーディア、フリーディア Deux 2019年 -） - 森山良子と共演。
- ACジャパン（2020年度全国キャンペーン「おむすびころりん、1億個」でナレーションを担当）
- 武田食品工業(現：ハウスウェルネスフーズ) 新玄

### その他コンテンツ
- ハピコムラジオ（ハピコム店内放送）[42]
- チコちゃんに叱られる![43]

### 武道館ライブ
- 第1回公演「国民の叔母・清水ミチコの『ババとロック』 in 日本武道館」（2013年12月30日）[16]
  - ゲスト - EGO-WRAPPIN'、グループ魂、黒沢かずこ（森三中）、スチャダラパー、椿鬼奴、マキタスポーツ、MAX、レイザーラモンRG（レイザーラモン）、他）
- 第2回公演「清水ミチコ一人武道館～趣味の演芸～」（2015年1月2日）[18]
- 第3回公演「国民の叔母・清水ミチコの一人フェスIN 武道館 SPECIAL」（2015年12月30日）[44]
  - スペシャルゲスト - 矢野顕子
- 第4回公演「清水ミチコ 30th Anniversary『ひとりのビッグショー』 IN 武道館 SPECIAL」（2017年1月2日）[45]
- 第5回公演「国民の叔母 清水ミチコのひとりジャンボリー ～祝 武道館5回目スペシャル～」（2017年12月30日）[46]
  - ゲスト - 清水イチロウ
- 第6回公演「清水ミチコ・森山良子　初夢フェス in 武道館 ～ライブでアラモード～」（2019年1月2日）[47]
  - 出演 - 森山良子
  - ゲストアーティスト - 一青窈
  - ゲスト - 藤井隆、椿鬼奴、黒沢かずこ、他。
  - シークレットゲスト - ナイツ
- 第7回公演「清水ミチコ BEST LIVE 2021～GoTo 武道館 with シミズ～」（2021年1月2日）[48][注 20]
- 第8回公演「清水ミチコ大感謝祭 in 武道館～作曲法SPECIAL～」（2022年1月2日）[49]
  - 出演 - 清水イチロウ
- 第9回公演「清水ミチコリサイタルin武道館～カニカマの夕べ～」（2023年1月2日）[50]
  - 出演 - 清水イチロウ
- 第10回公演「清水ミチコアワー ～ひとり祝賀会～ in 日本武道館 10th anniversary」（2024年1月3日）[51]
  - 出演 - 清水イチロウ

## ディスコグラフィ

### アルバム
1. 幸せの骨頂（1987年12月、ミディ）[52]
2. イージー・ジャパニーズ〜清水ミチコの明るい日本語講座〜（1988年5月、ミディ）
3. 幸せのこだま（1989年11月、ミディ）
4. miss VOICES（1990年12月、ミディ）
5. 飴と鞭（1992年10月） - 2005年7月20日にソニー・ミュージックダイレクトから再リリース。再リリース版にはデジタルリマスター音源が使われている上に、ボーナス・トラック2曲が追加されている[53]。
6. 歌のアルバム（2005年2月23日、ソニー・ミュージックダイレクト）
7. リップサービス（2006年11月29日、ソニー・ミュージックダイレクト）
8. バッタもん（2009年12月23日、ソニー・ミュージックダイレクト）[54]
9. 清水ミチコ物語（2012年3月28日、ソニー・ミュージックダイレクト）
10. 趣味の演芸（2014年12月24日、ソニー・ミュージックダイレクト）

### ミニ・アルバム
1. こんな私でよかったら（1988年5月、ミディ）

### シングル
1. 冬のホテル（1988年12月、ミディ）
2. 月刊明星メドレー〜シブイ編〜（1992年9月、TDKレコード）
3. 愛した人はバツイチ【ナインティナイン&清水ミチコ】（1994年4月、BMGビクター）
4. ほっとっとっとな まいにち【キグルミチコ】（2007年8月22日、ビクターエンタテインメント） - テレビアニメ『あたしンち』エンディングテーマ

## ビデオ

### VHSビデオ
1. 幸せの骨頂〜ビジュアル編〜（1989年3月、ミディ）
2. miss VOICES〜これ本番ですか?〜（1991年5月、ミディ）
3. abab phonics アブアブフォニックス（1997年、中央出版）

### DVD
1. LIVE! 清水ミチコのお楽しみ会 “リップサービス”（2008年9月17日、ソニー・ミュージックダイレクト）[55]
2. LIVE! 清水ミチコのお楽しみ会 〜バッタもん〜（2011年9月、ポニーキャニオン）
3. 私という他人（2013年4月24日、ソニー・ミュージックダイレクト）

## 執筆

### 連載
- 私のテレビ日記（東京ニュース通信社『テレビブロス』連載） - 1996年から2005年連載分は下記の『私の10年日記』に、2006年から2012年連載分は『主婦と演芸』に収録されている。

### 著書
- ニセモノ（1990年、角川書店 ISBN 4-04-883274-3）
- 読むがいいわ（1992年、ソニー・マガジンズ ISBN 4-7897-0777-6）
- 雑念女王〜TV日記は夢日記〜（1994年、ぶんか社 ISBN 4-8211-0498-9）
- 清水ミチコの顔マネ塾〜VOW SPECIAL EDITION〜（1995年、宝島社 ISBN 4-7966-1043-X）
- 清水ミチコの顔マネ塾（1998年、小学館 ISBN 4-09-402591-X）
- 清水ミチコの「これ誰っ!?」（2003年、宝島社 ISBN 4-7966-3450-9） - 2005年に文庫化。
- 私の10年日記（2006年、幻冬舎 ISBN 4-344-41652-X） - 2011年に文庫化。
- 主婦と演芸（2013年、幻冬舎 ISBN 978-4-344-02370-3） - 2016年に文庫化。
- 顔マネ辞典（2016年、宝島社 ISBN 978-4-8002-5147-3）

### 共著
『〜二人』シリーズはラジオ番組『MAKING SENSE』の単行本化で、いずれも三谷幸喜との共著。『ニセ夫婦漫才』はラジオ番組『高田文夫のラジオビバリー昼ズ』オープニングトークの単行本化で、高田文夫との共著。
- むかつく二人（2007年、幻冬舎 ISBN 978-4-344-01275-2） - 2011年に文庫化。
- いらつく二人（2008年、幻冬舎 ISBN 978-4-344-01468-8） - 2012年に文庫化。
- かみつく二人（2009年、幻冬舎 ISBN 978-4-344-01680-4） - 2013年に文庫化。
- たてつく二人（2011年、幻冬舎 ISBN 978-4-344-01943-0） - 2014年に文庫化。
- ニセ夫婦漫才〜笑いひと筋23年 信頼のラジオビバリー昼ズ（2011年、双葉社 ISBN 978-4-575-30357-5）

### 関連書籍
- のん『創作あーちすと NON』(2017年、太田出版 ISBN 978-4778315689) - 対談相手の1人。

## その他
- Off The Wall feat. 清水ミチコ - スチャダラパーの楽曲。元々は、スチャダラパーのライブ会場および公式ウェブサイト限定で販売されたミニアルバム『6ピース バリューパック』の収録曲であったが、2015年1月28日に発売されたスチャダラパー12枚目のアルバム『1212』にも公式に収録された。曲の内容は、清水がANIとBose（共にスチャダラパー）に自身のものまねをレクチャーするというもの。